# 32 v.Chr.
Het jaar 32 v.Chr. is een jaartal volgens de christelijke jaartelling.

## Gebeurtenissen

### Italië
- In Rome worden Gnaius Domitius Ahenobarbus en Gaius Sosius gekozen tot consul van het Imperium Romanum.
- Begin van de Vierde Romeinse Burgeroorlog: De Senaat verklaart Marcus Antonius en Cleopatra VII van Egypte de oorlog.
- Gaius Julius Caesar Octavianus laat zich tot "leider van Italia" uitroepen en verklaart Antonius tot "staatsvijand" van de Romeinse Republiek.
- Octavianius Caesar pleegt heiligschennis; hij laat een testament (mogelijk vervalst) in bewaring gegeven door Antonius bij de Vestaalse Maagden, in het openbaar publiceren.
- Antonius laat het huwelijk met zijn vrouw Octavia Thurina officieel ontbinden.

## Overleden
- Titus Pomponius Atticus (78), Romeins ridder en zakenman